# Moses Doraboina Prakasam
Moses Doraboina Prakasam (ur. 2 października 1957 w Mariampuram) – indyjski duchowny rzymskokatolicki, w latach 2002–2006 biskup Cuddapah, od 2006 biskup Nellore.

## Życiorys
Święcenia kapłańskie przyjął 7 kwietnia 1983 i został inkardynowany do diecezji Cuddapah. Był m.in. wicedyrektorem i dyrektorem diecezjalnego centrum duszpasterskiego (1983–1988), duszpasterzem młodzieży (1984–1985) oraz wikariuszem generalnym diecezji (2001–2002).
26 lipca 2002 został mianowany biskupem Cuddapah i 27 sierpnia tegoż roku przyjął sakrę biskupią. 7 grudnia 2006 został przeniesiony na stolicę biskupią Nellore.